# Václav Havel (kanotist)
Václav Havel, född 5 oktober 1920 i Prag, död 14 december 1979 i Prag, var en tjeckoslovakisk kanotist.
Havel blev olympisk silvermedaljör i C-2 10000 meter vid sommarspelen 1948 i London.